# Monroe Center (Illinois)
Monroe Center es una villa ubicada en el condado de Ogle en el estado estadounidense de Illinois. En el Censo de 2010 tenía una población de 471 habitantes y una densidad poblacional de 150,67 personas por km².

## Geografía
Monroe Center se encuentra ubicada en las coordenadas 42°6′0″N 88°59′41″O / 42.10000, -88.99472. Según la Oficina del Censo de los Estados Unidos, Monroe Center tiene una superficie total de 3.13 km², de la cual 3.13 km² corresponden a tierra firme y (0%) 0 km² es agua.

## Demografía
Según el censo de 2010, había 471 personas residiendo en Monroe Center. La densidad de población era de 150,67 hab./km². De los 471 habitantes, Monroe Center estaba compuesto por el 98.09% blancos, el 0.21% eran afroamericanos, el 0.21% eran amerindios, el 0% eran asiáticos, el 0% eran isleños del Pacífico, el 1.06% eran de otras razas y el 0.42% pertenecían a dos o más razas. Del total de la población el 1.49% eran hispanos o latinos de cualquier raza.